# Joseph Joubert (moralist)
Joseph Joubert, född 7 maj 1754, död 4 maj 1824, var en fransk författare.
Joseph Joubert kom 1778 till Paris, där han lärde känna Jean-François Marmontel, Frédéric-César de La Harpe, Denis Diderot och Jean le Rond d'Alembert och senare intimt knöts till François-René de Chateaubriand och hans krets. Under revolutionen blev han en tid fredsdomare men drog sig tillbaka när skräckväldet började. Under napoleontiden hade han anställning i undervisningsväsendet. Sin mesta tid tillbringade Joubert med samtal och brevväxling i andliga ting. Hans religiösa ståndpunkt var en kristet färgad platonism. Bland hans efterlämnade verk märks främst en samling strötankar om olika ämnen, i ett på en gång utsökt och naturligt språk. Hans arbeten utgavs av Paul Raynal i två band 1842 (flera senare upplagor), i urval av Victor Giraud (1914) och i danskt urval av Paul V. Rubow 1930.